# Jason Yeager
Jason Yeager (* um 1986) ist ein amerikanischer Jazzmusiker (Piano, Komposition).

## Leben und Wirken
Yeager stammt aus einer Professorenfamilie in Framingham und erhielt mit vier Jahren sein erstes Kinderklavier. Mit sieben Jahren begann er mit dem Klavierunterricht, und schon nach wenigen Jahren begann er eigene Stücke zu schreiben. In der Highschool konzentrierte er sich auf das Klavierspiel. Er ist Absolvent des Double Degree Program von der Tufts University und dem New England Conservatory, in dem er Internationale Beziehungen und bei Fred Hersch, Danilo Pérez, Sophia Rosoff, Ran Blake, Frank Carlberg und Jerry Bergonzi Jazzinterpretation studierte. Dann erwarb er einen Master of Music am Berklee Global Jazz Institute, wo er bei Danilo Pérez, Doug Johnson, Joe Lovano, John Patitucci, Terri Lyne Carrington und Adam Cruz studierte.
Yeager zog dann nach New York. Er hat mehrere Alben unter eigenem Namen oder als Co-Leader veröffentlicht. Seine ersten beiden Alben, Ruminations (2011) und Affirmation (2014, beide bei Inner Circle Music), entstanden im Trioformat und enthielten fast ausschließlich Eigenkompositionen. Dann erschien gemeinsam mit dem Saxophonisten Randal Despommier All at Onceness (Red Piano Records 2018) und gemeinsam mit dem Geiger Jason Anick United, wobei letzteres als eines der besten Alben des Jahres 2017 bezeichnet wurde und eine 4,5-Sterne-Bewertung in Down Beat erhielt. 2020 folgte sein Album New Songs of Resistance (Outside In), das auf der Beschäftigung mit dem Nueva canción in seiner Masterarbeit aufbaute. Mit seiner Frau, der Sängerin Julie Benko, entstand das Album Hand in Hand (2022) und mit seinem Septett und Miguel Zenón seine Widmung an Kurt Vonnegut, Unstuck in Time: The Kurt Vonnegut Suite (2023 bei Sunnyside Records).
Yeager war zudem Mitglied im Ayn Inserto Jazz Orchestra (Down the Rabbit Hole). Außerdem ist er mit Künstlern wie Luciana Souza, Ran Blake, Sean Jones, Ben Monder, Steve Wilson, George Garzone, Rudresh Mahanthappa, Jason Palmer, Noah Preminger und Sara Serpa aufgetreten bzw. hat mit ihnen Aufnahmen gemacht.
Yeager lehrt als Assistenzprofessor für Klavier am Berklee College of Music.

## Preise und Auszeichnungen
Yeager war der Gewinner des ersten Platzes der Jazz WaHi Jazz Composition Competition 2022. Er war außerdem zweiter Preisträger der Ravenscroft Jazz Piano Competition 2022 und zweimaliger Finalist der Jacksonville Jazz Piano Competition (der ehemaligen Great American Jazz Piano Competition).